# Crystal Waters
Crystal Waters (ur. 19 listopada 1961 w Deptford Township, stan New Jersey lub 10 października 1964 w Filadelfii), amerykańska piosenkarka muzyki dance, house i pop-dance. Zadebiutowała w 1991 roku singlem Gypsy Woman (She's Homeless), który znalazł się na jej debiutanckim albumie Surprise wydanym w tym samym roku. W 2006 roku utwór został zsamplowany przez rapera T.I. do utworu Why You Wanna, który pochodzi z albumu King. Współpracowała z włoskim DJ-em Aleksem Gaudino, z którym nagrała utwory Destination Unknown (2004) i jego nową wersję Destination Calabria (2007).

## Dyskografia
- 1991 – Surprise
- 1994 – Storyteller
- 1997 – Crystal Waters
- 1998 – The Best Of Crystal Waters
- 2001 – Gypsy Woman - The Collection
- 2001 – 20th Century Masters - The Millenium Collection: The Best Of Crystal Waters